# Montboudif
Montboudif település Franciaországban, Cantal megyében. Lakosainak száma 163 fő (2022. január 1.). Montboudif Condat, Saint-Amandin, Trémouille, Égliseneuve-d’Entraigues és Saint-Genès-Champespe községekkel határos.

## Népesség
A település népességének változása:
| Lakosok száma | 512  | 311  | 251  | 222  | 187  | 190  | 190  | 174  | 166  | 163  |
|               | 1968 | 1982 | 1990 | 2006 | 2013 | 2015 | 2017 | 2019 | 2020 | 2022 |